# Смешанная парная сборная Ямайки по кёрлингу
Смешанная парная сборная Ямайки по кёрлингу — смешанная национальная сборная команда (составленная из одного мужчины и одной женщины), представляет Ямайку на международных соревнованиях по кёрлингу. Управляющей организацией выступает Ассоциация кёрлинга Ямайки (англ. Curling Jamaica).

## Результаты выступлений

### Квалификационные турниры кчемпионатам мира
| Год       | Место | Игры | Победы | Поражения | Состав (женщина, мужчина, тренер)                                                              |
| --------- | ----- | ---- | ------ | --------- | ---------------------------------------------------------------------------------------------- |
| 2023/2024 | 18    | 6    | 2      | 4         | Madeleine Spurgeon, Ian Robertson, Peggy Robertson (тренер), Margot Shepherd-Spurgeon (тренер) |
| 2024/2025 | 17    | 6    | 1      | 5         | Margot Shepherd-Spurgeon, Andrew Walker, Patricia McCord (тренер)                              |